# Jeremy Strong (pisarz)
Jeremy Strong (ur. 18 listopada 1949 w Londynie, zm. 4 sierpnia 2024) – brytyjski pisarz, twórca literatury dla dzieci i młodzieży.
Ukończył studia licencjackie na University of York. Otrzymał nagrody literackie m.in. Manchester Book Award (za powieść Stuff:The Life of a Cool Demented Dude) oraz Red House Children's Book Award (za powieść The Hundred-mile-an-hour Dog). Jego opowiadanie There's a Viking in My Bed doczekało się adaptacji telewizyjnej.
31 sierpnia 1973 poślubił Susan Noot. Para miała dwoje dzieci.

## Dzieła

### Powieści
Seria Laugh Your Socks Off
1. There's a Pharaoh in Our Bath! (1995)
2. Dinosaur Pox (1999)
3. I'm Telling You, They're Aliens! (2000)
4. Krazy Kow Saves the World - Well, Almost (2002)
5. My Brother's Famous Bottom Gets Pinched (2007)
6. My Sister's Got a Spoon Up Her Nose (2007)
7. Invasion of the Christmas Puddings (2008)
8. Jeremy Strong's Laugh-Your-Socks-Off Joke Book (2008)
9. My Brother's Famous Bottom Goes Camping (2008)
10. Jeremy Strong's Laugh-Your-Socks-Off-Even-More Joke Book (2009)
11. Let's Do the Pharaoh! (2009)
12. My Brother's Hot Cross Bottom (2009)
13. Classroom Chaos Joke Book (2010)
14. My Brother's Christmas Bottom (2010)
15. My Brother's Christmas Bottom - Unwrapped! (2010)
16. The Hundred-Mile-an-Hour Dog Goes for Gold! (2012)

- The Beak Speaks (2003)
- Stuff: The Life of a Cool Demented Dude (2005)
- Chicken School (2005)
- Beware! Killer Tomatoes (2007)
- Weird (2008)
- We Want to be on the Telly (2010)

1. Seria Cosmic Pyjamas
2. The Battle for Christmas (2008)
3. Krankenstein's Crazy House of Horror (2009)
4. Doctor Bonkers! (2010)

Seria Cartoon Kid
1. Cartoon Kid (2011)
2. Supercharged! (2011)
3. Cartoon Kid Strikes Back! (2012)
4. Emergency! (2012)

### Ilustrowane książki dla dzieci
Seria Lightning Lucy
1. Lightning Lucy (1982)
2. Lightning Lucy Strikes Again (1985)

Seria Fanny Witch
1. Fanny Witch and the Boosnatch (1985)
2. Fanny Witch and the Thunder Lizard (1987)
3. Fanny Witch Goes Spikky Spoo! (1992)
4. Fanny Witch and the Wicked Wizard (1996)

Seria Karate Princess
1. The Karate Princess (1986)
2. The Karate Princess and the Cut-throat Robbers (1991)
3. The Karate Princess to the Rescue (1991)
4. The Karate Princess and the Last Griffin (1995)
5. Karate Princess in Monsta Trouble (1999)
6. The Indoor Pirates On Treasure Island (2000)

Seria Hedgehogs
1. Little Pig's Party (1988)
2. Bungle to the Rescue (1990)

- Pandemonium At School (1990)
- Fatbag: The Demon Vacuum Cleaner (1993)
- My Dad's Got An Alligator! (1994)
- Viking in Trouble (1995)
- The Indoor Pirates (1995)
- Viking At School (1997)
- Giant Jim & the Hurricane (1997)
- Aliens in School (1997)
- My Granny's Great Escape (1998)
- There's a Pharoah in Our Bath! (1998)
- My Mum's Going to Explode! (2001)
- Problems With a Python (2001)
- Don't Go in the Cellar (2003)
- Mad Iris (2004)
- My Brother's Famous Bottom (2006)
- Mad Iris Goes Missing (2006)
- The Smallest Horse in the World (2006)
- Living With Vampires (2006)
- Bungleman (2007)
- The Ghost in the Bath (2012)

Seria Max
- Max and the Petnappers (1998)
- Max and the Haunted Castle (1999)

Seria Pirate School
- Just a Bit of Wind (2002)
- The Birthday Bash (2003)
- Where's That Dog? (2004)
- The Bun Gun (2005)
- A Very Fishy Battle (2007)